# Словенска Нова Вес
Словенска Нова Вес (на словашки: Slovenská Nová Ves) е село в окръг Търнава, Търнавски край, западна Словакия. Населението му е 555 души.
Разположено е на 136 m надморска височина, на 13 km югозападно от град Търнава. Площта му е 8,31 km². Кмет на селото е Йана Кошикова.